# 브루노 키초
브루노 키초(이탈리아어: Bruno Chizzo; 1916년 4월 19일, 프리울리-베네치아 줄리아 주 우디네 ~ 1969년 8월 14일, 프리울리-베네치아 줄리아 주 트리에스테)는 이탈리아의 축구 선수로, 현역 시절 미드필더로 활약했다.

## 클럽 경력
우디네 출신인 키초는 1930년대와 1940년대를 트리에스티나, 밀란, 제노아, 안코니타나, 그리고 우디네세에서 활약했다. 그는 세리에 A 무대에서 총 195번 출전하여 18골을 기록했다.

## 국가대표팀 경력
이탈리아 국가대표팀 일원으로, 그는 1938년 월드컵에 참가한 선수단의 최연소 선수였고, 이 대회를 우승으로 마무리했지만, 그는 이탈리아 국가대표팀 경기에 출전한 적이 없다.

## 수상

### 클럽
우디네세
- 세리에 A: 1934–35

### 국가대표팀
이탈리아
- 월드컵: 1938